# Ghia Supersonic
Ghia Supersonic war eine Kleinserie von auf verschiedenen Fahrgestellen unterschiedlicher Hersteller aufgebauten Autos. Ursprung für die Serie war eine Karosserie für einen Rennsportwagen, den Giovanni Savonuzzi für Virgilio Conrero als Einzelstück entwarf und baute. Nachdem das Auto bei seinem ersten Rennen zerstört worden war, entschied Ghia das Design zu nutzen und es als Serie von Sportwagen weiterzubauen. In der Zeit von 1953 bis 1956 entstand eine unbekannte Anzahl, vermutlich nicht mehr als 20, weiterer Supersonics.

## Vorgeschichte
Nachdem 1947 Chuck Yeager mit der Bell X-1 als erster die Schallmauer durchbrochen hatte, begann das Überschallzeitalter. In den folgenden Jahren wurde die Gestaltung verschiedenster Dinge im täglichen Leben davon beeinflusst. Viele Designer wollten die als modern empfundene Gestalt schneller Flugzeuge und Raketen in ihren Arbeiten widerspiegeln, so auch Giovanni Savonuzzi beim Design des Sportwagens für Virgilio Conrero.

## Conrero Alfa Romeo 1900 Sprint
Vor der Mille Miglia 1953 trat der Schweizer Herrenfahrer Robert Fehlmann an den Turiner Tuner für Alfa-Romeo- und Lancia-Fahrzeuge, Virgilio Conrero, mit dem Wunsch heran, ihm einen besonderen Rennsportwagen für das dieses Rennen zu bauen. Conrero entwickelte als Erstes ein Rennwagenfahrgestell. Für die Vorderradaufhängung wählte er Teile des Fiat 1400 und für die Hinterradaufhängung Teile des Lancia Aurelia. Als Motor setzte er einen Alfa Romeo 1900 ein, den er stark modifizierte und mit vier Dell’Orto-Vergasern ausstattete. Die Transaxle-Kraftübertragung wurde ebenfalls vom Lancia Aurelia übernommen. Für die Entwicklung der Karosserie beauftragte Conrero seinen Freund Giovanni Savonuzzi. Savonuzzi, bekannt von Cisitalia, war gerade bei Ghia Chefentwickler für Karosserien geworden. Er designte eine stromlinienförmige Karosserie mit langer Motorhaube, gedrungenem Fahrgastraum und kurzem Heck. Die Seitenlinie ähnelte einem schnellen Flugzeug oder einer Rakete, vorn spitz zulaufend und hinten mit Düse. Das Dach erinnerte an ein Flugzeugcockpit und hatte eine Heckscheibe, die bis zur Frontscheibe reichte und den Eindruck einer Glaskanzel erweckte.
Die erste öffentliche Präsentation fand zum Turiner Autosalon 1953 statt. Dort war das Auto eine der großen Attraktionen. Den zweiten öffentlichen Auftritt hatte es bei der Mille Miglia 1953, wo es mit der Nummer 453 startete. Es verunglückte in dem Rennen und brannte aus. Die Karosserie, die wahrscheinlich teilweise aus Aluminium gefertigt war, wurde dabei so schwer beschädigt, dass sie nicht gerettet werden konnte.
Fahrgestell und Motor wurden allerdings weiter verwendet. Conrero überarbeitete den Motor und entwarf eine Spider-Karosserie für das Fahrgestell. Der nun als Conrero Sport oder Conrero Alfa Romeo Sport bezeichnete Rennwagen fuhr mit der Startnummer 511 und gesteuert von Fehlmann bei der Mille Miglia 1954 wieder mit. Dort trug er eine Plexiglaskanzel, die später nicht mehr zum Einsatz kam.
Verbleib
2013 wurde der Conrero Sport auf dem Salon Rétromobile in Paris gezeigt.

## Ghia Supersonic auf Fiat 8V
Nach der Zerstörung des Conrero Alfa-Romeo und unter dem Eindruck des starken Interesses bei der Präsentation in Turin entschied die Leitung von Ghia das Design als Kleinserie wiederaufleben zu lassen. Die Wahl des Fahrgestells fiel auf den Fiat 8V, obwohl von Ghia gerade ein anderes Coupé auf dessen Basis aufgebaut wurde. Die Gestalt des Fahrzeuges wurde nur leicht verändert, hauptsächlich um dem anderen Fahrgestell zu entsprechen. Einziger großer Unterschied war die Heckscheibe. Sie ging nun nicht mehr bis zur Frontscheibe, sondern war als normales Heckfenster gestaltet. Der nun als Ghia Supersonic bezeichnete Wagen wurde auf dem Pariser Autosalon 1953 vorgestellt und zum schönsten Auto der Show gewählt.
Je nach Quelle wurden bis zu 15 Fiat 8V Ghia Supersonic hergestellt. Keiner dieser Wagen gleicht zu hundert Prozent dem anderen, da beim Bau Kundenwünsche wenn möglich berücksichtigt wurden.
Verbleib (soweit bekannt)
| Fahrgestell- nummer | Farbe        | Wo ausgestellt                                                                        |
| ------------------- | ------------ | ------------------------------------------------------------------------------------- |
| 106.000035          | Burgund      | Gooding&Company Auktion in Scottsdale 2011                                            |
| 106.000036          | Rot metallic | Concorso d’Eleganza Villa d’Este 2017                                                 |
| 106.000037          | Silber       | Concorso d’Eleganza Villa d’Este 2007                                                 |
| 106.000040          | Burgund      | Zoute Concours d’Elegance 2016                                                        |
| 106.000043          | Weiß         | Rétromobile in Paris 2018                                                             |
| 106.000049          | Türkis       | RM Sotheby’s Auktion 2017                                                             |
| 106.000055          | Schwarz      | Pebble Beach Concours d’Elegance 2011                                                 |
| unbekannt           | Silber       | Techno-Classica 2011 (Essen)                                                          |
| unbekannt           | Rot          | Automuseum bei Khao Yai in Thailand 2018                                              |
| unbekannt           | unbekannt    | Willment 427 Coupe, 2010 The Cartier Style at Luxe auf dem Goodwood Festival of Speed |

## Willment 427 Coupe
Die einzige wirklich gesicherte Information über das Auto ist, dass es gebaut wurde. Die umspannende Geschichte wird in den verschiedenen Quellen zwar gleich erzählt, allerdings weichen die Einzelheiten der Erzählungen voneinander ab.
John Willment, Rennstallbesitzer und zu seiner Zeit größter britischer Ford-Händler, ließ 1965 eine Supersonic-Karosserie auf ein AC-427-Cobra-Fahrgestell aufbauen. Die Karosserie soll von einem nicht mehr fahrtüchtigen Fiat 8V Supersonic stammen. Das Fahrgestell erwarb er von Shelby zu einer Zeit, als dieser die Produktion von Coupé-Rennwagen auf Cobra-Basis eingestellt hatte. Um die Karosserie auf das Fahrgestell setzen zu können, musste der Aufbau stark modifiziert werden. Laut einer Verkaufsanzeige aus den 1970er-Jahren soll der so entstandene Supersportwagen einen Motor von Holman & Moody mit ca. 480 PS haben und gut 320 km/h schnell sein. Seitdem wurde das Coupé noch mehrmals zum Verkauf angeboten.
Verbleib
2010 wurde das Willment-427-Coupe bei The Cartier Style at Luxe auf der Goodwood Festival of Speed gezeigt.

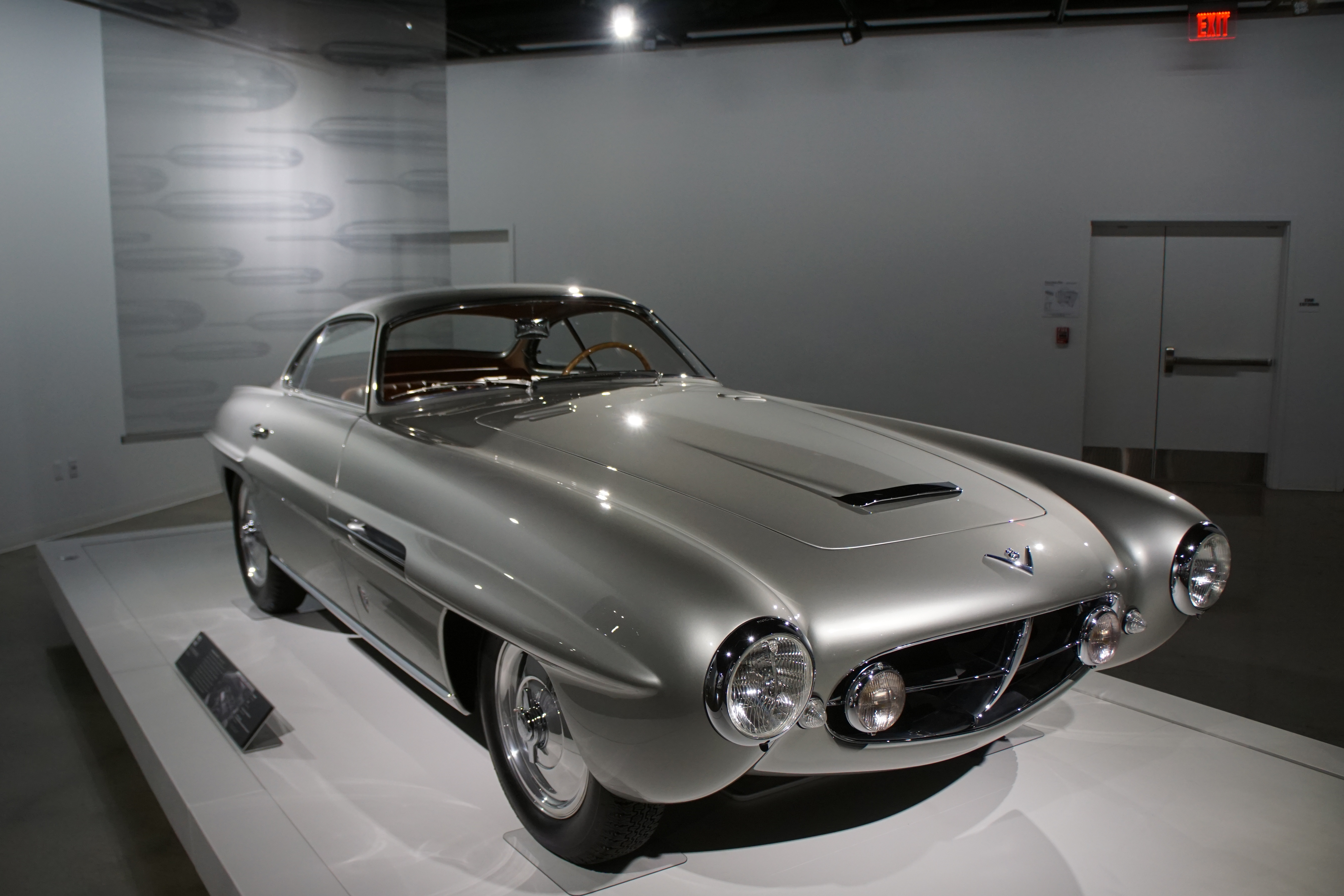
Fiat 8V Supersonic
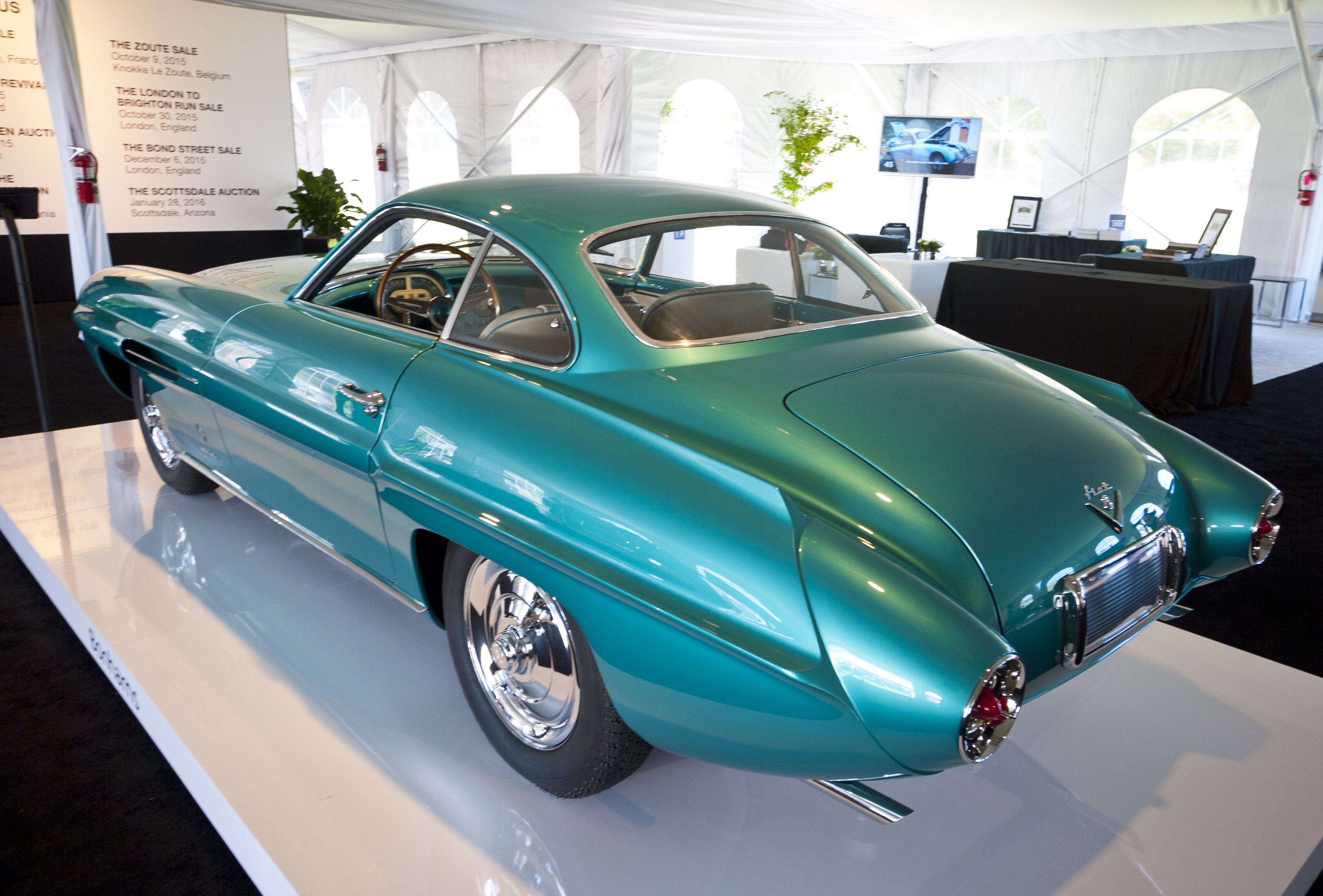
Fiat 8V Supersonic
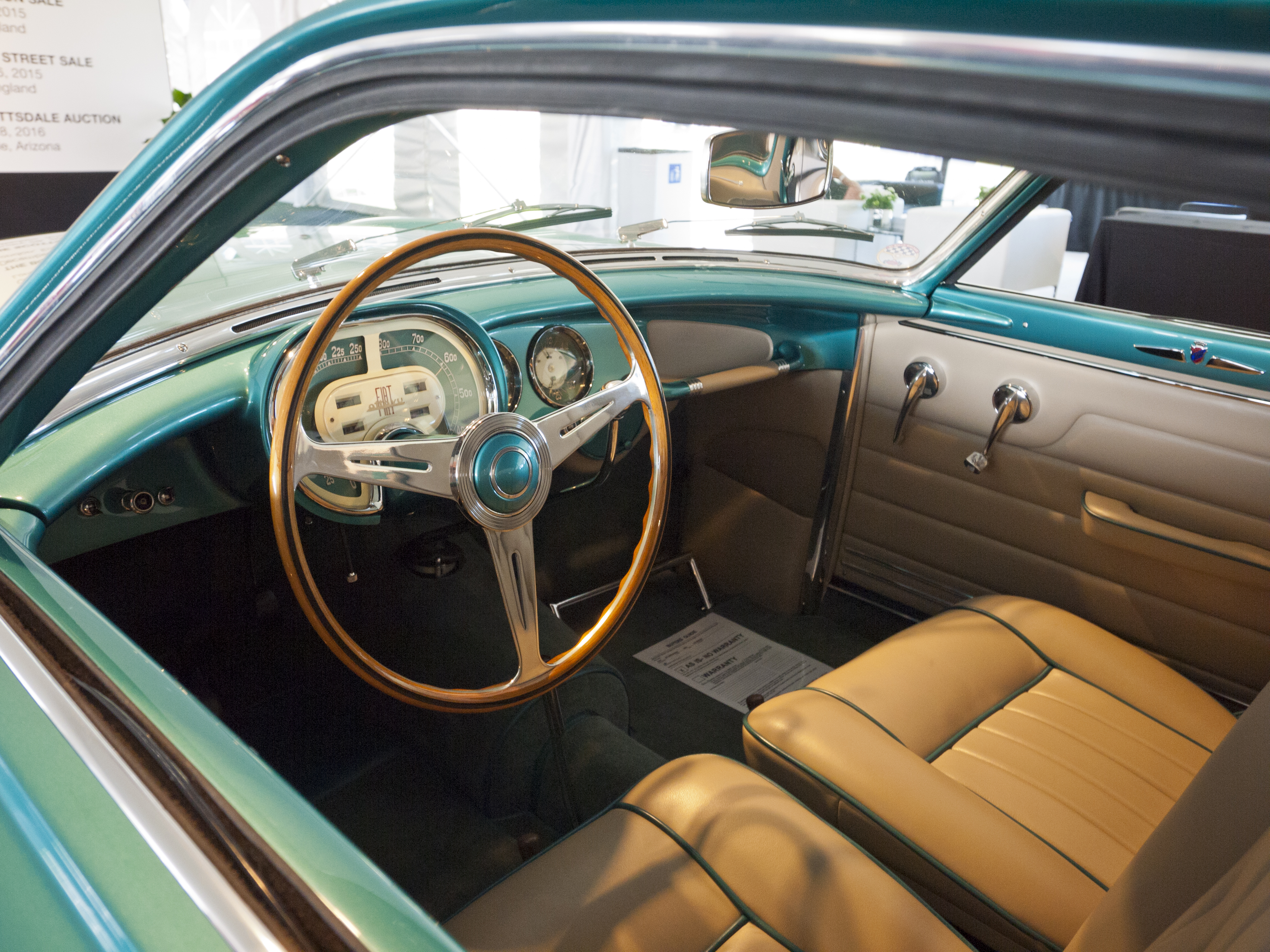
Blick in den Innenraum eines Fiat 8V Supersonic
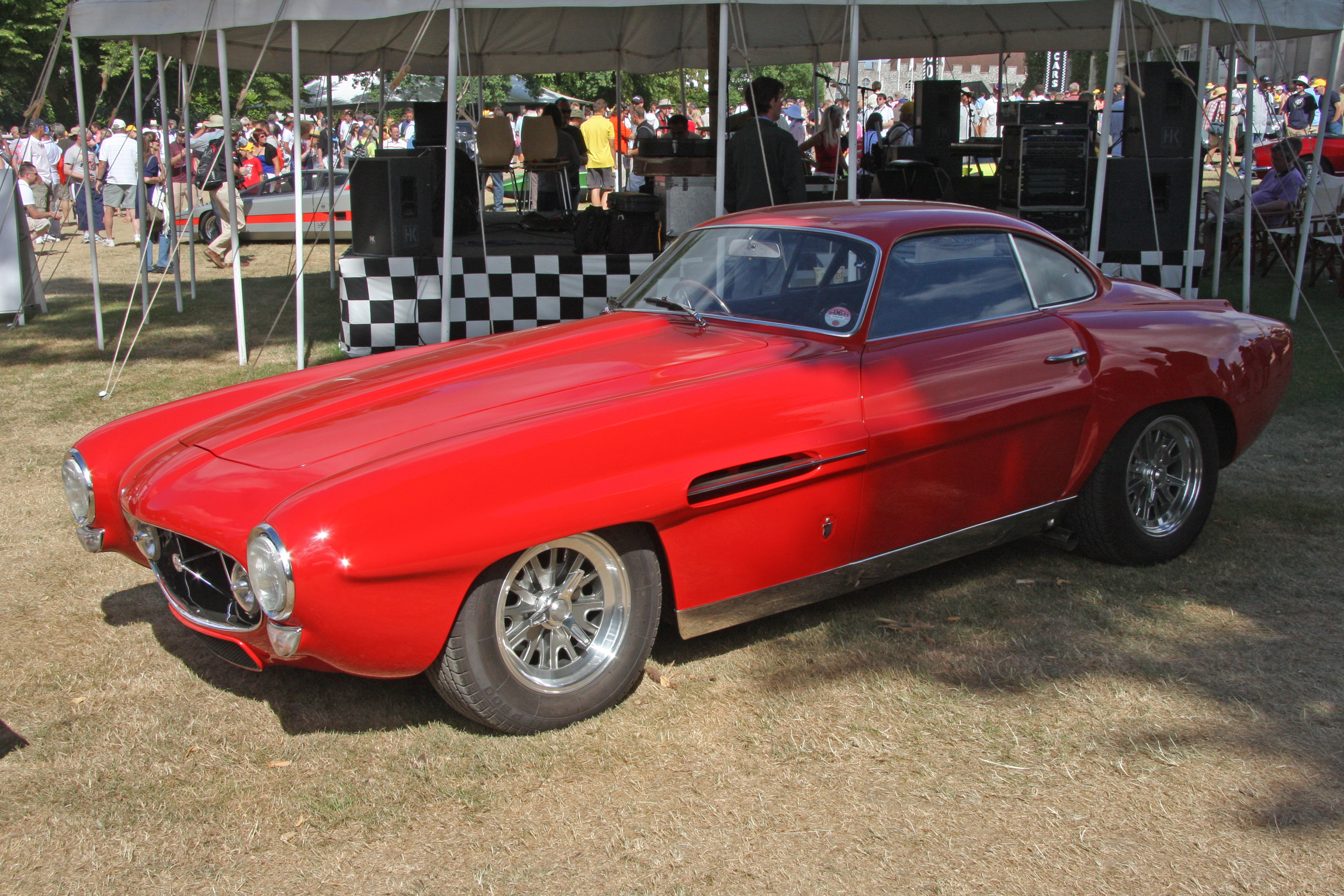
Willment 427 Coupe

## Ghia Supersonic auf Jaguar XK 120

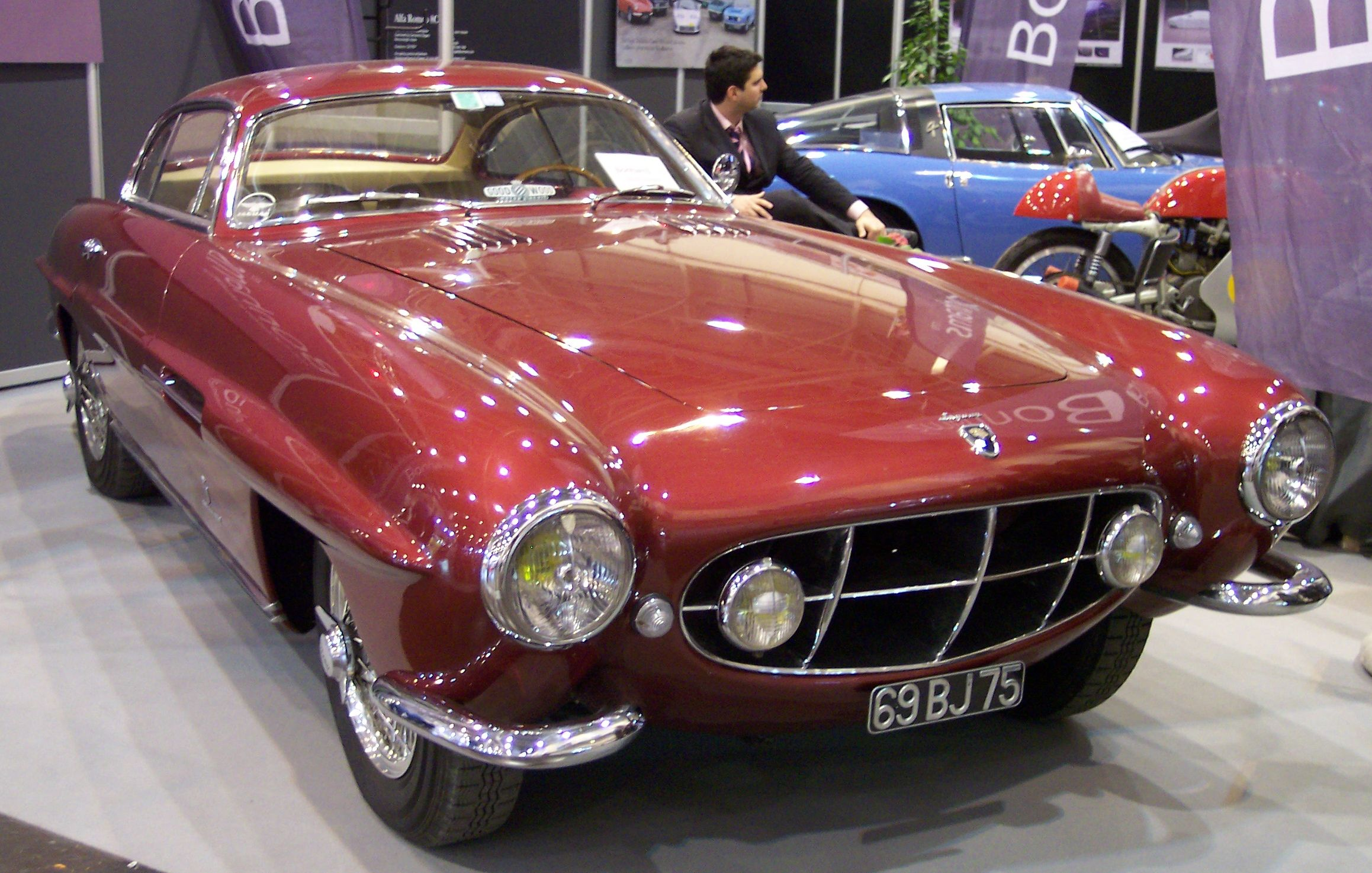
Jaguar XK 120 Supersonic

Insgesamt sollen drei Jaguar XK 120 mit einer Supersonic-Karosserie ausgestattet worden sein. Zwei von ihnen wurden auf Wunsch eines französischen Jaguar-Händlers bei Ghia umgebaut. Beide Fahrzeuge sind Linkslenker. Eins der Autos hat die Fahrgestellnummer 679768 und wurde 1952 als Coupé bei Jaguar gebaut. Es bekam nicht nur den Supersonic-Aufbau, sondern Conrero überarbeitete den Motor und baute drei Weber-Doppelvergaser ein. 1954 wurde der mit Ghia-Karosserie versehene und damals weiße XK auf der Pariser Autosalon gezeigt.
Der zweite Jaguar wurde über die Jahre deutlich an Kühlergrill, Motorhaube, Kotflügel und Auspuffanlage modifiziert. Außerdem erhielt er zwei Scheibenwischer an der Heckscheibe.
Über den dritten Wagen ist nichts bekannt.
Verbleib
Nur von zwei XK Supersonic ist etwas bekannt.
| Fahrgestell- nummer | Nummernschild | Farbe   | Wo ausgestellt                     |
| ------------------- | ------------- | ------- | ---------------------------------- |
| 679768              | 69BJ75        | Burgund | RM Sotheby’s Auktion Monterey 2015 |
| unbekannt           | 8763 KA 69    | Blau    | Genf Classic 2007                  |

## Ghia Supersonic auf Aston Martin DB2/4 Mark II
Erstmals wurde der Supersonic Mark II auf dem Turiner Autosalon 1956 ausgestellt. Er ist damit das letzte Fahrzeug mit dem Design. Über die Initiative zum Bau geben Aston Martin und Ghia keine konkrete Auskunft. Es scheint, dass das Auto auf privaten Wunsch hergestellt wurde. Trotzdem stellte Ghia es 1956 offiziell aus. Angenommen wird, dass der Rennfahrer Harry Schell den Auftrag erteilte; denn er wurde 1956 als Erster mit dem Fahrzeug gesehen. Er benutzte das Auto in dieser Zeit, um zu den Rennstrecken zu fahren, wo er für Vanwall als Fahrer tätig war.
Da der DB2/4 eine 2+2-Sitzanordnung hat, musste die Supersonic-Karosserie entsprechend geändert werden. Bei genauer Betrachtung der Seitenflächen im Vergleich zu den Fiat- und Jaguar-Supersonics sind stilistische Unterschiede zu erkennen.
Verbleib
2013 wurde der Aston Martin DB2/4 Mark II Supersonic mit der Fahrgestellnummer AM300/1/1132 bei der Auktion Art of the Automobile von RM Sotheby’s für $2.310.000 versteigert.

## DeSoto Adventurer II

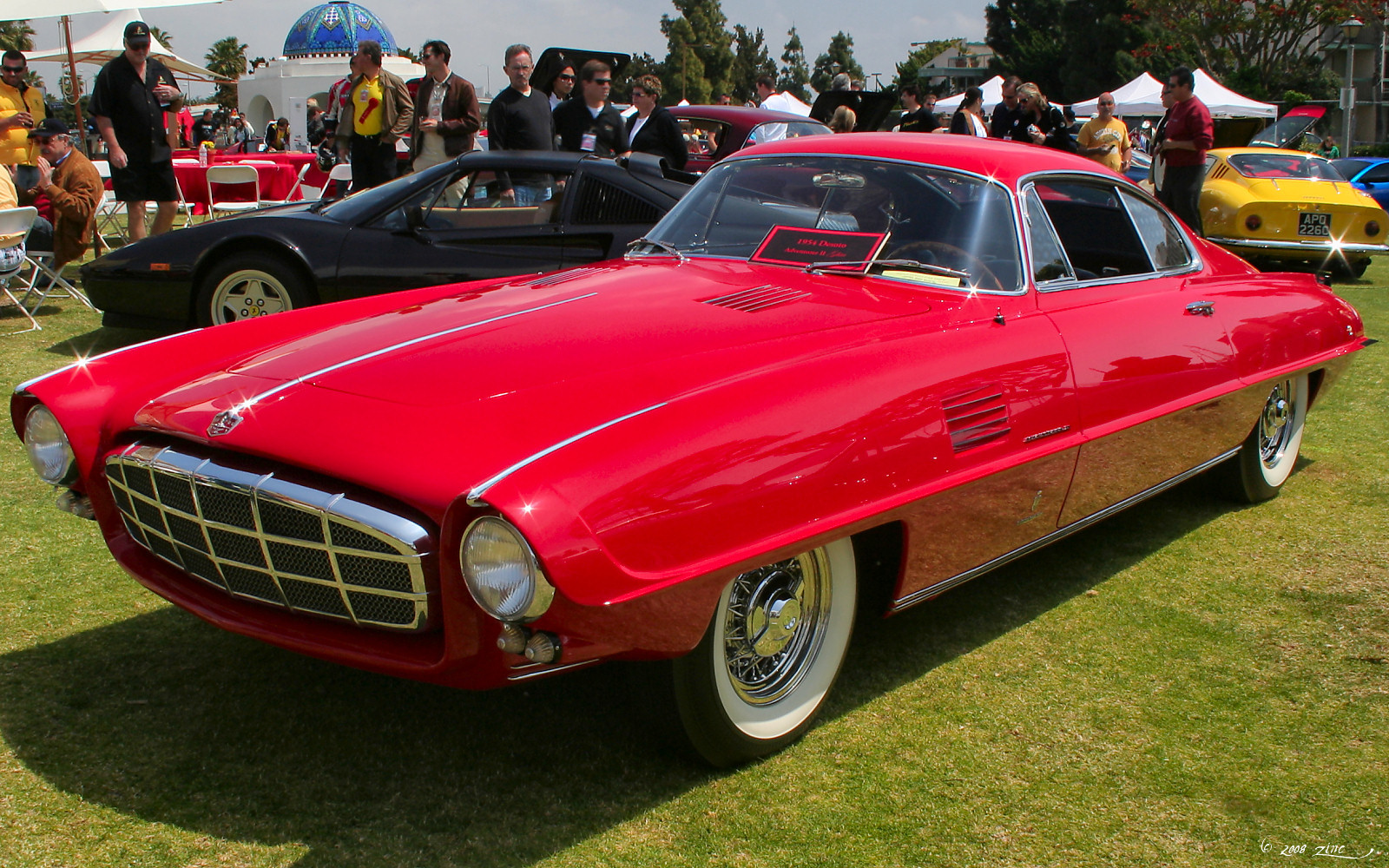
DeSoto Adventurer II

1953 sackten die Verkaufszahlen des US-Autokonzerns Chrysler um fast ein Drittel ab; das Design der Chrysler-PKWs galt als langweilig. Hauptkonkurrent General Motors brachte die Corvette auf den Markt.
Chrysler (damals mit den Marken Plymouth, Dodge, DeSoto, Chrysler) beauftragte das Designstudio Ghia (Turin, Italien).
Anfang 1954 importierte Chrysler ein Supersonic auf Fiat-Fahrgestell. Chefdesigner Virgil Exner nahm dieses Fahrzeug als Basis und entwickelte ein Design für das Chrysler-Fahrgestell S-19. Anschließend wurde alles nach Italien zu Ghia verschifft und dort die entworfene Karosserie aufgebaut. Das fertige Fahrzeug kam in die USA und wurde am 16. Juni 1954 bei der Eröffnung von Chryslers Chelsea Proving Grounds (ein Entwicklungs- und Testgelände in Chelsea, Michigan) als DeSoto Adventurer II vorgestellt. Nach dieser Premiere wurde der Wagen wieder nach Italien transportiert und Ghia stellte ihn 1954 in Turin und Brüssel aus.
Das S-19 Chassis war mit einem DeSoto-Red-Ram-HEMI-V8-Motor und einer zweistufigen Powerflite-Automatic ausgestattet. Die von Ghia nach dem Entwurf von Exner aufgebaute Karosserie entspricht im weitesten Sinne dem Supersonic-Design. Da das Fahrzeug viel größer (5,44 m lang) ist als die übrigen Supersonics, musste die Form entsprechend angepasst werden. Der Innenraum ist im italienischen Stil gehalten. Trotz seiner Größe ist der Adventurer II nur ein Zweisitzer. Ein besonderes Merkmal ist die versenkbare Heckscheibe.
Verbleib
2012 wurde der DeSoto Adventurer II mit der Fahrgestellnummer 14093762 in Scottsdale auf einer Auktion von Barrett-Jackson für $1.430.000 versteigert.